# Коккина

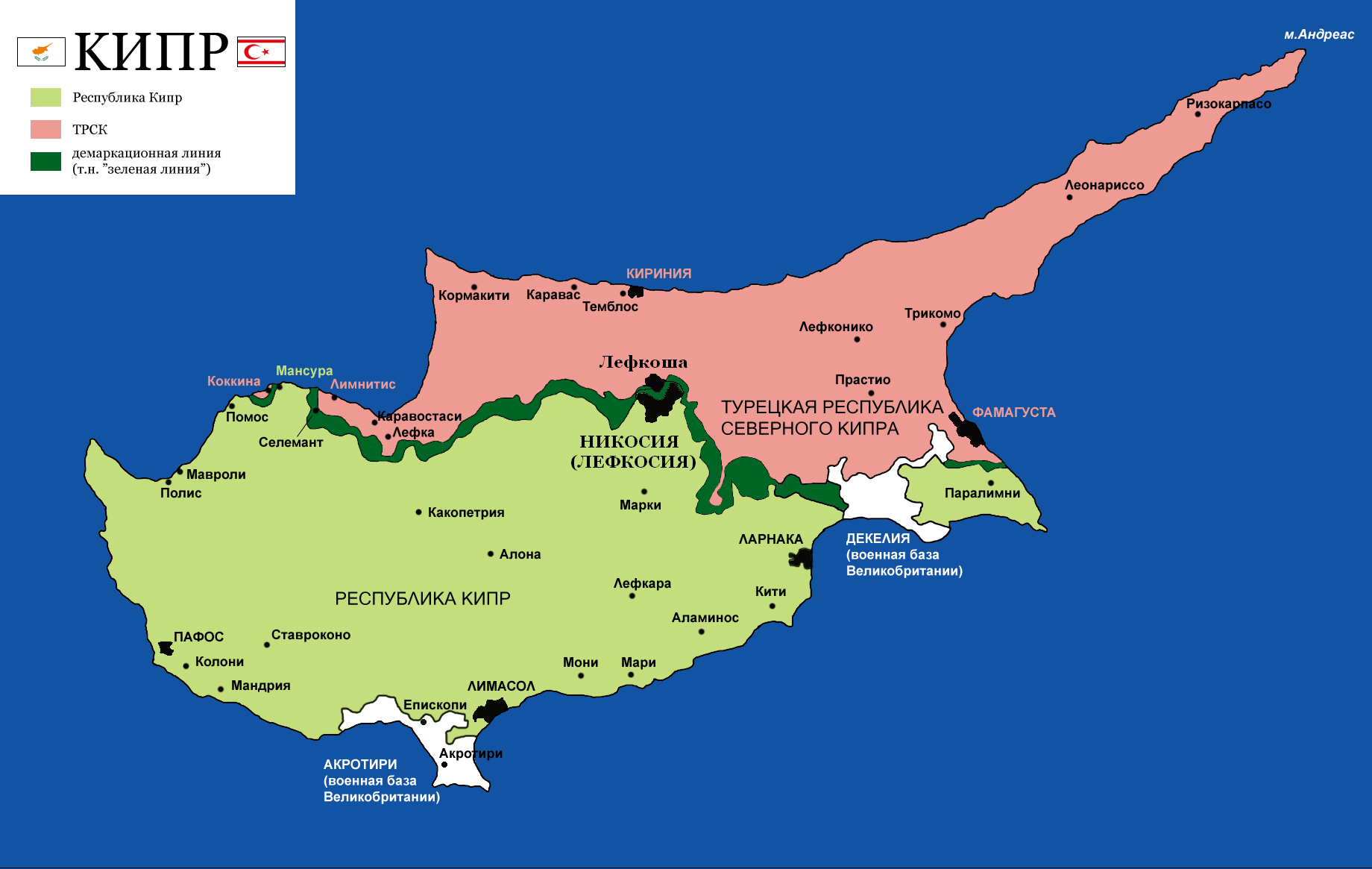
Эксклав Коккина на карте Кипра после раздела 1974 г.

Коккина (греч. Κόκκινα; тур. Erenköy; Эренкёй) — единственный полу-эксклав частично признанной (признана как независимое государство только Турцией) Турецкой Республики Северного Кипра. Официальные данные о точной площади посёлка не публикуются, но оценочная площадь эксклава по масштабам имеющихся карт составляет порядка 2,5 км² (около 2,5 км в длину и около 0,5 км в ширину); примерно такую же территорию занимает и буферная зона ООН вокруг эксклава, отделяющая его от греко-киприотской территории. Административно Коккина входит в состав район Гюзельюрт. На севере эксклав омывается водами Средиземного моря. От основного массива ТРСК, расположенного на востоке, его отделяет полоса шириной 7 км, на которой расположен греко-киприотский посёлок Пиргос. Формирование Коккины как турецко-киприотского эксклава произошло в результате длительного греко-турецкого противостояния 1963—1975 годов, когда турецкое население северо-западной части Кипра оказалось зажато в узкой прибрежной полосе Коккины, где оно смогло удержаться под защитой артиллерии и флота Турецкой республики, вмешавшейся в ход конфликта с севера.

## Население
Сохранение турецкого контроля над этим посёлком во многом объяснялось тем, что по данным всех переписей между 1891 и 1960 годами население Коккины (что в переводе с греческого означает «красная») составляли исключительно турки. В 1971 г. в эксклаве было зарегистрировано 677 мусульман, из которых около 400 человек были беженцами из соседних деревень. В ноябре 1976 года все они были переселены на полуостров Карпаз в поселение Ени-Эренкёй, где они и их потомки проживают до сих пор. В самой Коккине, которой турецкие власти дали новое название Эренкёй (в переводе с турецкого «последняя деревня»), гражданское население отсутствует, но имеется небольшой военный гарнизон турецких вооружённых сил с несколькими блокпостами.

### Динамика численности населения Коккины по данным переписей
| Переписи              | 1891 г., оценка | 1901 г., перепись | 1946, перепись | 1960 г., перепись | 1971 г., оценка | 2010 г., оценка |
| Гражданское население | 154             | 171               | 211            | 299               | 677             | 0               |